# 霍瑞斯·林德勒姆
霍瑞斯·林德勒姆（Horace Lindrum，1912年1月15日—1974年6月20日），原名霍瑞斯·諾曼·威廉·莫瑞爾（Horace Norman William Morrell），是澳大利亞職業司諾克和英式撞球運動員。他是澳大利亞早斯的主要司諾克選手，他在英國長期居住並參加了英國的主要比賽。從他1935年抵達英國後，就被認為是當時世界上第二好的球員，僅次於喬·戴維斯。1936年、1937年和1946年，林德勒姆三次在世界司諾克錦標賽決賽對陣戴維斯，三次都輸掉，但有幾次很接近勝利。霍瑞斯·林德勒姆後來贏得了1952年的世界司諾克錦標賽冠軍，但由於管理機構和球員公會之間的爭議，只有他自己和紐西蘭人克拉克·麥克科納奇競爭。
霍瑞斯·林德勒姆曾經是唯一一位贏得世界司諾克錦標賽冠軍的澳大利亞人，直到2010年尼爾·羅伯森才打破紀錄。
霍瑞斯·林德勒姆的母親克拉拉·林德勒姆曾經獲得澳大利亞女子司諾克冠軍，舅舅沃爾特·林德勒姆則曾獲得世界英式撞球錦標賽冠軍。